# Ashley Tisdale
Ashley Michelle Tisdale (sinh ngày 2 tháng 7 năm 1985) là một người mẫu, ca sĩ, nhà sản xuất phim và diễn viên. Cô được biết tới nhiều nhất qua những tác phẩm của hãng Walt Disney như seri phim truyền hình The Suite Life of Zack & Cody (vai Maddie Fitzpatrick) và 
lồng tiếng cho bộ phim hoạt hình nổi tiếng - Phineas and Ferb (vai Candace Flynn).
Ashley Tisdale sinh ra tại Monmouth, New Jersey. Bố mẹ cô là ông Mike Tisdale và bà Lisa Morris, chị cô là diễn viễn truyền hình Jennifer Tisdale. Cô từng làm việc chung với Lindsay Lohan. Tài năng của Ashley Tisdale được phát hiện bởi Bill Perlman (hiện là quản lý của cô) khi Ashley mới 3 tuổi. Cô từng hát cho Tổng thống Hoa Kỳ Bill Clinton tại Nhà Trắng khi mới 12 tuổi. Hiện Tisdale sống tại Los Angeles, California.
Tisdale vừa là người mẫu, diễn viên, nhà sản xuất và cả ca sĩ. Cô đứng thứ 5 trong top những người mẫu giàu nhất thế giới, ngoài ra album nhạc Headstrong của cô cũng được đánh giá cao tại Mỹ.

## Sự nghiệp
Bắt đầu với một vài bộ phim truyền hình nổi tiếng như Boston Public, 7th Heaven... cùng một số vai phụ trong các bộ phim như Donnie Darko... và lồng tiếng cho bộ phim hoạt hình được đề cử giải Oscar A Bug's Life, nhưng Tisdale vẫn còn khá mờ nhạt với khán giả. Cô từng thử vai Karen trong bộ phim Mean Girls nhưng không thành công. Và trong suốt một thời gian cô không nhận được một vai nào kể cả vai phụ trong các phim truyền hình. Chỉ sau khi vào vai Maddie Fitzpatrick trong The suite life of Zack & Cody thì tên tuổi của Tisdale mới được khán giả biết đến nhiều hơn nhưng mái tóc nâu sẫm của cô đã nhuộm sang màu vàng.
Hè 2007, Tisdale đã trở lại rất thành công trong phần hai của bộ phim High School Musical 2 cũng với vai Sharpay Evans. Đến năm 2008 Tisdale tiếp tục tham gia bộ phim High School Musical 3. Bộ phim này đã ra mắt vào 20/11/2008 và rất được ưa chuộng. Ashley cũng tham gia bộ phim mang tên "Picture this" được ra mắt vào cuối năm 2008. Năm 2009, cô được mời đóng bộ phim "They Came From Upstairs" sẽ được ra mắt ngay 31 tháng 7 năm 2009. Cô còn lồng tiếng bộ phim Phineas and Ferb, cô vào vai Candace - chị gái của Phineas và Ferb. Trong Phineas và Ferb cô muốn bắt quả tang các đứa em trai nghịch ngợm, tuy nhiên luôn bị phá bởi một sự ngẫu nhiên
Năm 2011, Ashley Tisdale quay trở lại với bộ phim: Sharpay's Fabulous Adventure vai Sharpay Evans. Có thể nói đây là phần tiếp theo của High School Musical. Bộ phim nói về cuộc đời của Sharpay sau khi tốt nghiệp trường East High.
Tisdale nằm trong top 5 những người mẫu trẻ và giàu có nhất Hollywood. Nhờ vai Sharpay Evans mà cô rất được Disney cưng chiều, mặc dù Sharpay là vai phản diện và cực khó có thể diễn được như ý nhưng cô vẫn có rất nhiều fan hâm mộ. Chính vì lối diễn chuyên nghiệp, tự tin, và khả năng đóng phim hài rất tốt, cô đã thể hiện một mean girl rất thành công không thua gì Lindsay Lohan.
Ngoài ra, tài năng âm nhạc của cô khiến ai cũng phải thừa nhận vì Ashley đã thể hiện rất xuất sắc nhiều ca khúc trong hai bộ phim ca nhạc High School Musical, High School Musical 2. Cô đã lập nên kỉ lục trở thành nữ ca sĩ đầu tiên ra mắt công chúng với hai ca khúc đều nằm trong top 100 Billboard với "Bop to the Top" và "What I've Been Loooking for". Hiện tại cô đã cho ra đời 4 bài hát: "He Said She Said", "Not Like That", "Suddenly", "Be Good To Me" và album Headstrong.
Album thứ hai của cô có tên "Guilty Pleasure" đã được ra mắt với đĩa đơn đầu tiên mang tên It's Alright, It's OK.
Sau đó, cô còn tham gia diễn xuất cho bài hát Love Drunk của nhóm nhạc Boys Like Girls và bài hát đã từng lên #1 của bảng xếp hạng MTV "Chart Attack".
Một bộ phim gần đây được mọi người khá yêu thích là Sharpay's Fabulous Adventure. Cô ấy đóng vai nữ chính là Sharpay cùng với chú chó Boi của cô.

## Sự nghiệp phim ảnh

### Phim
| Year | Title                                         | Role            | Notes                                                          |
| ---- | --------------------------------------------- | --------------- | -------------------------------------------------------------- |
| 1998 | A Bug's Life                                  | Blueberry Scout | Voice role                                                     |
| 2001 | Donnie Darko                                  | Kim             |                                                                |
| 2001 | Nathan's Choice                               | Stephanie       |                                                                |
| 2002 | The Mayor of Oyster Bay                       | Jennifer        | TV movie                                                       |
| 2006 | High School Musical                           | Sharpay Evans   | Disney Channel Original Movie                                  |
| 2006 | Whisper of the Heart                          | Yuko Harada     | Voice role                                                     |
| 2007 | High School Musical 2                         | Sharpay Evans   | Disney Channel Original Movie                                  |
| 2007 | Bring It On: In It to Win It                  | Herself         | Direct-to-DVD phim                                             |
| 2008 | Picture This                                  | Mandy Gilbert   | ABC Family Original Movie Executive producer, leading role     |
| 2008 | High School Musical 3: Senior Year            | Sharpay Evans   |                                                                |
| 2009 | Aliens in the Attic                           | Bethany Pearson |                                                                |
| 2011 | Phineas and Ferb: Across the Second Dimension | Candace Flynn   | Voice role                                                     |
| 2011 | High Stakes                                   | Sharpay Evans   | Disney Channel Original Movie Executive producer, leading role |
| 2012 | The Last First Time                           | Miranda         |                                                                |
| 2010 | Holly, Jingles and Clyde                      | Holly           | Voice role                                                     |

### TV show
| Regular appearances | Regular appearances            | Regular appearances | Regular appearances                     |
| Year                | Title                          | Role                | Notes                                   |
| ------------------- | ------------------------------ | ------------------- | --------------------------------------- |
| 2005–2008           | The Suite Life of Zack & Cody  | Maddie Fitzpatrick  | Major role (75 episodes)                |
| 2007–nay            | Phineas and Ferb               | Candace Flynn       | Major voice role (all episodes to date) |
| 2010                | Hellcats                       | Savannah Monroe     | Upcoming series (1 episode to date)     |
| Guest appearances   |                                |                     |                                         |
| Year                | Title                          | Role                | Notes                                   |
| 1997                | Smart Guy                      | Amy                 |                                         |
| 1997                | 7th Heaven                     | Janice              |                                         |
| 2000                | Beverly Hills, 90210           | Nicole Loomis       |                                         |
| 2000                | The Amanda Show                | Cold-Curer          | Three episodes                          |
| 2000                | Movie Stars                    | Female student      |                                         |
| 2000                | The Geena Davis Show           | Tracy               |                                         |
| 2000                | Boston Public                  | Carol Prader        |                                         |
| 2001                | Bette                          | Jessica             |                                         |
| 2001                | Once and Again                 | Marni               |                                         |
| 2001                | Kate Brasher                   | Winona              |                                         |
| 2001                | Charmed                        | Runaway Teen        | Minor appearance                        |
| 2002                | The Hughleys                   | Stephanie           | Three episodes                          |
| 2003                | Strong Medicine                | Sherry Lowenstein   |                                         |
| 2003                | Grounded for Life              | Leah                |                                         |
| 2003                | George Lopez                   | Olivia              |                                         |
| 2003                | Still Standing                 | Bonnie              | Four episodes                           |
| 2006                | Hannah Montana                 | Maddie Fitzpatrick  |                                         |
| 2007                | Kim Possible                   | Camille Léon        | Voice role, three episodes              |
| 2008                | Studio DC: Almost Live         | Herself             |                                         |
| 2009                | The Suite Life on Deck         | Maddie Fitzpatrick  |                                         |
| 2009                | Extreme Makeover: Home Edition | Herself             |                                         |
| 2010                | The Cleveland Show             | Lacey Stapleton     | Voice role, multiple episodes           |
| 2010                | Glenn Martin, DDS              |                     | Voice role, guest appearance            |

## Giải thưởng và đề cử
| Year | Result    | Award                              | Category                                      | Work                               | Link  |
| ---- | --------- | ---------------------------------- | --------------------------------------------- | ---------------------------------- | ----- |
| 2000 | Đề cử     | Young Artist Award                 | Best Performance in a Television Drama Series | Boston Public                      | [ 4 ] |
| 2007 | Đoạt giải | Nickelodeon UK Kids' Choice Awards | Best TV Actress                               | The Suite Life of Zack & Cody      |       |
| 2007 | Đề cử     | Premios Oye!                       | International Breakthrough Artist             | Headstrong                         | [ 5 ] |
| 2009 | Đoạt giải | 2009 MTV Movie Awards              | Breakthrough Performance Female               | High School Musical 3: Senior Year | [ 6 ] |
| 2009 | Đề cử     | Teen Choice Awards                 | Choice Best Actress: Music/Dance              | High School Musical 3: Senior Year | [ 7 ] |
| 2009 | Đề cử     | Teen Choice Awards                 | Summer: Movie Star-Female                     | Aliens in the Attic                | [ 7 ] |
| 2009 | Đề cử     | Los Premios MTV Latinoamérica 2009 | Best New International Artist                 | Guilty Pleasure                    | [ 8 ] |

## Hình ảnh trước công chúng
Tisdale được đánh giá là một biểu tượng sex, nằm trong danh sách Hot 100 của Maxim về những phụ nữ quyến rũ nhất và những người nổi tiếng nóng bỏng nhất trong danh sách năm 2008 (ở vị trí thứ 10), năm 2013 (ở vị trí thứ bảy), và năm 2014 (ở vị trí 33). Cô xuất hiện trên trang bìa của Maxim số tháng 5 năm 2013 và trong "số báo khỏa thân" thường niên năm 2011 cho Allure vào tháng 5 năm đó. Cô nói với Allure rằng "khi có mặt trong buổi chụp hình này, tôi muốn nói rằng, 'Tôi không chỉ là cô gái trẻ mà mọi người nghĩ tôi như vậy. Tôi thực sự là một phụ nữ.'"
Tisdale là một nhân vật nổi tiếng và tích cực trên mạng xã hội; cô đã đạt được hơn 13 triệu người theo dõi trên Twitter và hơn 19 triệu lượt thích trên Facebook tính đến tháng 5 năm 2019. Sự nổi tiếng của cô trên mạng xã hội đã khiến cô xuất hiện trong ba tuần trên bảng xếp hạng Social 50 của Billboard, đạt vị trí thứ 18, và giành được giải thưởng cho "Social Media Superstar" tại Young Hollywood Awards năm 2014. Cô cũng được The Huffington Post vinh danh là người phụ nữ có ảnh hưởng nhất thứ 45 trên Twitter vào năm 2015.